# Percey-le-Grand
Percey-le-Grand är en kommun i departementet Haute-Saône i regionen Bourgogne-Franche-Comté i östra Frankrike. Kommunen ligger i kantonen Champlitte som tillhör arrondissementet Vesoul. År 2022 hade Percey-le-Grand 78 invånare.

## Befolkningsutveckling
Antalet invånare i kommunen Percey-le-Grand
| Referens: INSEE |